# 5월의 여행
《5월의 여행》은 1994년 5월 27일에 KBS 1TV에서 방영된 가정의 달 특집 드라마이다. 고등학생들이 잃어버린 어릴 적의 꿈을 찾아 떠나는 여행을 통해 청소년들의 방황과 갈등, 이상과 현실을 그린 드라마이다.

## 출연진
- 김수정 : 오다솜 역
- 윤영준 : 공철우 역
- 김성겸
- 정성모
- 이주실
- 정재순
- 신구